# Aris Spiliotopoulos
Aris Spiliotopoulos (griego: Άρης Σπηλιωτόπουλος) (* Patras, 28 de octubre de 1966) es un político  griego del Partido Nueva Democracia. Fue Ministro de Turismo (2007–2009) y Ministro de Educación Nacional y Asuntos Religiosos de enero a octubre del 2009.
Fue elegido al Parlamento griego en el 2000. En el 2004 fue elegido por la región Atenas B, siendo reelecto en el 2007.